# Beziehungen zwischen Serbien und den Vereinigten Staaten
Die Beziehungen zwischen Serbien und den Vereinigten Staaten sind das zwischenstaatliche Verhältnis zwischen Serbien und den Vereinigten Staaten. Beide Länder nahmen 1881 diplomatische Beziehungen auf und während des Ersten Weltkriegs unterstützen die USA das Königreich Serbien. Auch zum Königreich Jugoslawien und der Sozialistischen Föderativen Republik Jugoslawien unterhielten die USA bis Anfang der 1990er Jahre gute Kontakte. 1992 trübten sich die Beziehungen jedoch durch die Jugoslawienkriege ein und 1999 führten die USA die Operation Allied Force an, mit der serbische Streitkräfte aus dem Kosovo vertrieben wurden. Die Bombardierung Belgrads durch NATO-Kräfte führte zum Abbruch der diplomatischen Beziehungen, die erst 2000 nach dem Ende der Herrschaft von Slobodan Milošević wieder aufgenommen wurden. Mit den jugoslawischen Nachfolgestaaten Serbien und Montenegro (2003–2006) und Serbien (seit 2006) haben die USA pragmatische Beziehungen aufgebaut und 2006 trat Serbien der NATO-Partnerschaft für den Frieden bei. Die USA haben die politische und wirtschaftliche Integration Serbiens in die Westbalkanregion unterstützt.

## Geschichte

### Frühe Kontakte

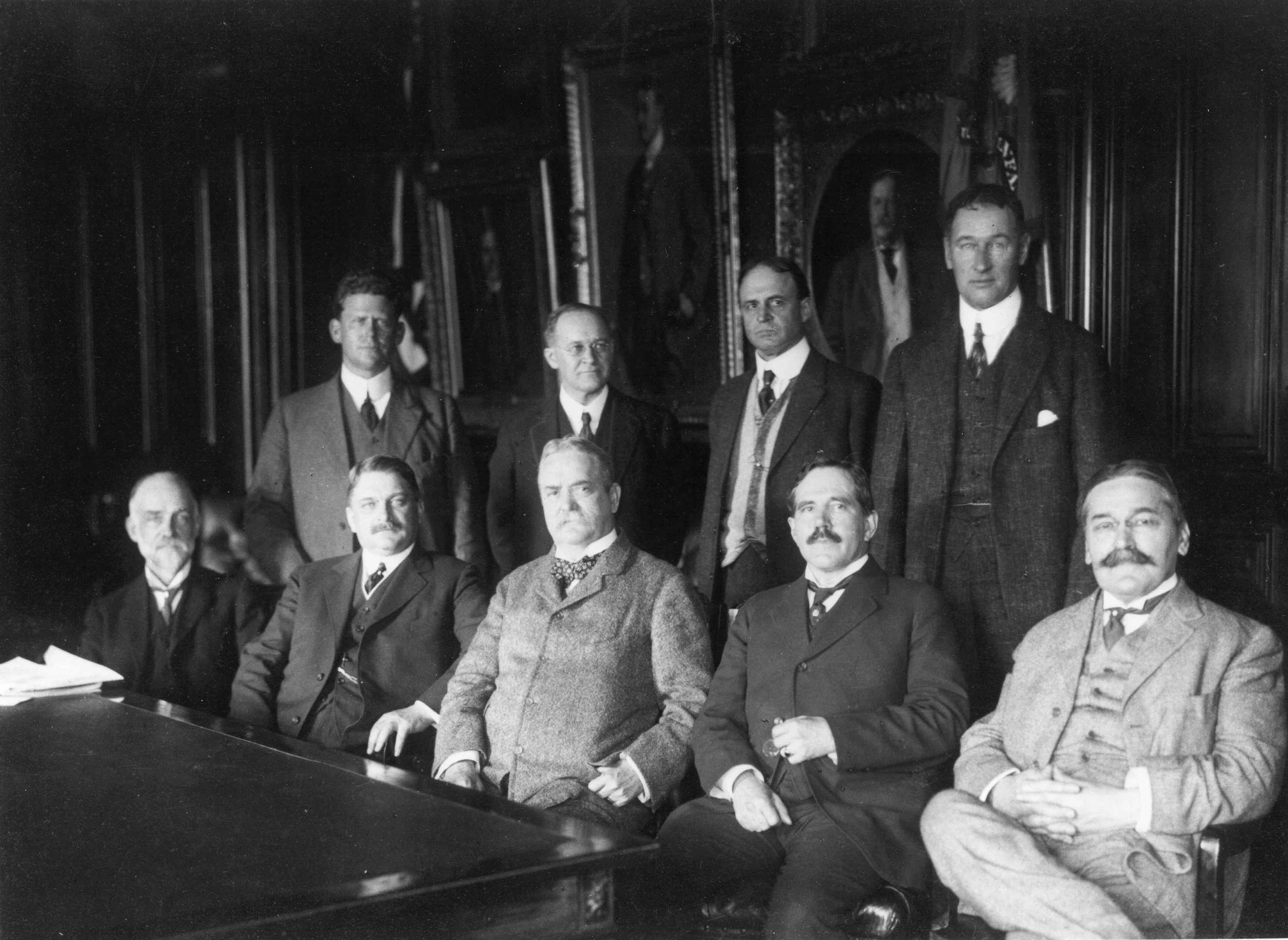
Mihajlo Pupin (erster von rechts sitzend), Honorarkonsul von Serbien in den Vereinigten Staaten, bei der ersten Sitzung der NACA, 1915

Offizielle Kontakte begannen kurz nach der staatlichen Unabhängigkeit Serbiens von den Osmanen: Die Vereinigten Staaten erkannten das Königreich Serbien 1881 als souveränen Staat an und entsandten 1882 mit Eugene Schuyler ihren ersten Gesandten. In dieser Anfangszeit blieb Amerikas politisches und wirtschaftliches Interesse an der Balkanregion allerdings begrenzt, da die USA sich im Sinne der Monroe-Doktrin auf den eigenen Kontinent fokussierten. Kontakte entstanden vor allem durch Migration: Bereits Ende des 19. Jahrhunderts wanderten zahlreiche Serben (häufig aus habsburgisch beherrschten Gebieten wie Dalmatien oder Slawonien) in die USA aus.
Während des Ersten Weltkriegs standen Serbien und die USA schließlich auf derselben Seite. US-Präsident Woodrow Wilson würdigte das vom Krieg schwer getroffene Serbien am 28. Juli 1918 mit dem „Serbian Day“ – einer Ansprache an die amerikanische Bevölkerung, die in Kirchen verlesen und in Zeitungen abgedruckt wurde. Der serbisch-amerikanische Wissenschaftler Mihajlo Pupin, ein persönlicher Freund Wilsons, trug wesentlich dazu bei, amerikanische Unterstützung für Serbien zu mobilisieren. Das enge Verhältnis gipfelte darin, dass zum Kriegsende 1918 die serbische Flagge als Zeichen der Verbundenheit über dem Weißen Haus in Washington wehte – eine Ehre, die neben Serbien nur Frankreich zuteilwurde. Während der Verhandlungen zum Vertrag von Versailles wurden die Vereinigten Staaten von einer Delegation vertreten, die maßgeblich an der Festlegung der Grenzen für das neue Königreich der Serben, Kroaten und Slowenen beteiligt war.

### Jugoslawisch-amerikanische Beziehungen

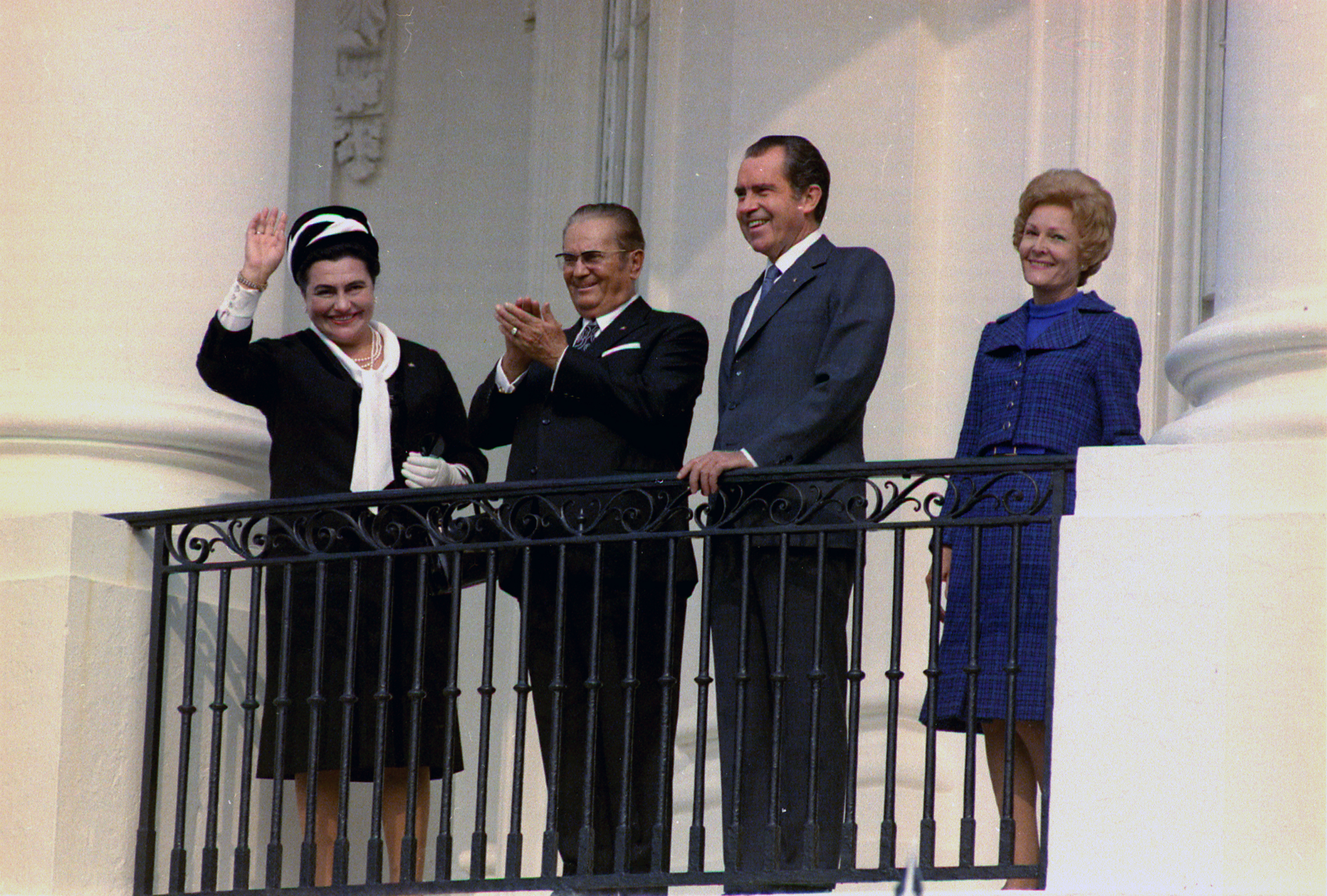
Josip Broz Tito mit Richard Nixon im Weißen Haus (1972)

In der Zwischenkriegszeit blieben die Beziehungen zu den USA relativ unbedeutend, da die Vereinigten Staaten in den 1920er-Jahren eine isolationistische Außenpolitik betrieben. Die amerikanische Kultur wurde in dieser Zeit jedoch bereits sehr populär in Serbien. In den 1930er Jahren machten amerikanische Filme über 50 Prozent der ausländischen Vorführungen in jugoslawischen Kinos aus, wobei Charlie Chaplin beim Belgrader Publikum besonders beliebt war. Nach der Besetzung Jugoslawiens 1941 durch die Achsenmächte unterstützen die USA zunächst die königstreuen jugoslawischen Truppen (Četniks) im Kampf gegen Deutschland über das Office of Strategic Services von William J. Donovan, während der britische MI6 die Partisanen unterstützte, was zu britisch-amerikanischen Streitigkeiten führte. Später erkannten die USA – parallel zu Großbritannien und der Sowjetunion – auch die kommunistische Partisanenbewegung unter Josip Broz Tito an.
Nach 1945 verschlechterten sich die Beziehungen, als sich das neue Jugoslawien an Stalin anlehnte, den US-Verbündeten Draža Mihailović hinrichten ließ und die Hilfen aus dem Marshallplan ablehnte. Bereits 1948 kam es jedoch zum Bruch zwischen Tito und Stalin, woraufhin Jugoslawien aus dem Ostblock ausschied. In der Folge entwickelten Belgrad und Washington ein pragmatisches Verhältnis: Zwischen 1951 und 1959 leisteten die USA umfangreiche militärische und wirtschaftliche Hilfe an Jugoslawien, um es angesichts der Sowjet-Bedrohung zu stabilisieren und als neutralen Staat zu erhalten. Jugoslawien gehörte 1961 zu den Gründungsstaaten der Bewegung der Blockfreien Staaten. Die US-Hilfe wurde in den 1960er-Jahren reduziert, aber die politischen Kontakte blieben bestehen – Staatschef Tito besuchte mehrfach die USA, und amerikanische Präsidenten (wie Richard Nixon 1970) reisten nach Jugoslawien. Insgesamt galten die Beziehungen im Kalten Krieg als relativ freundschaftlich und Jugoslawien zählte zu den sozialistischen Staaten mit den besten Kontakten zu Washington.

### Die USA und die Jugoslawienkriege

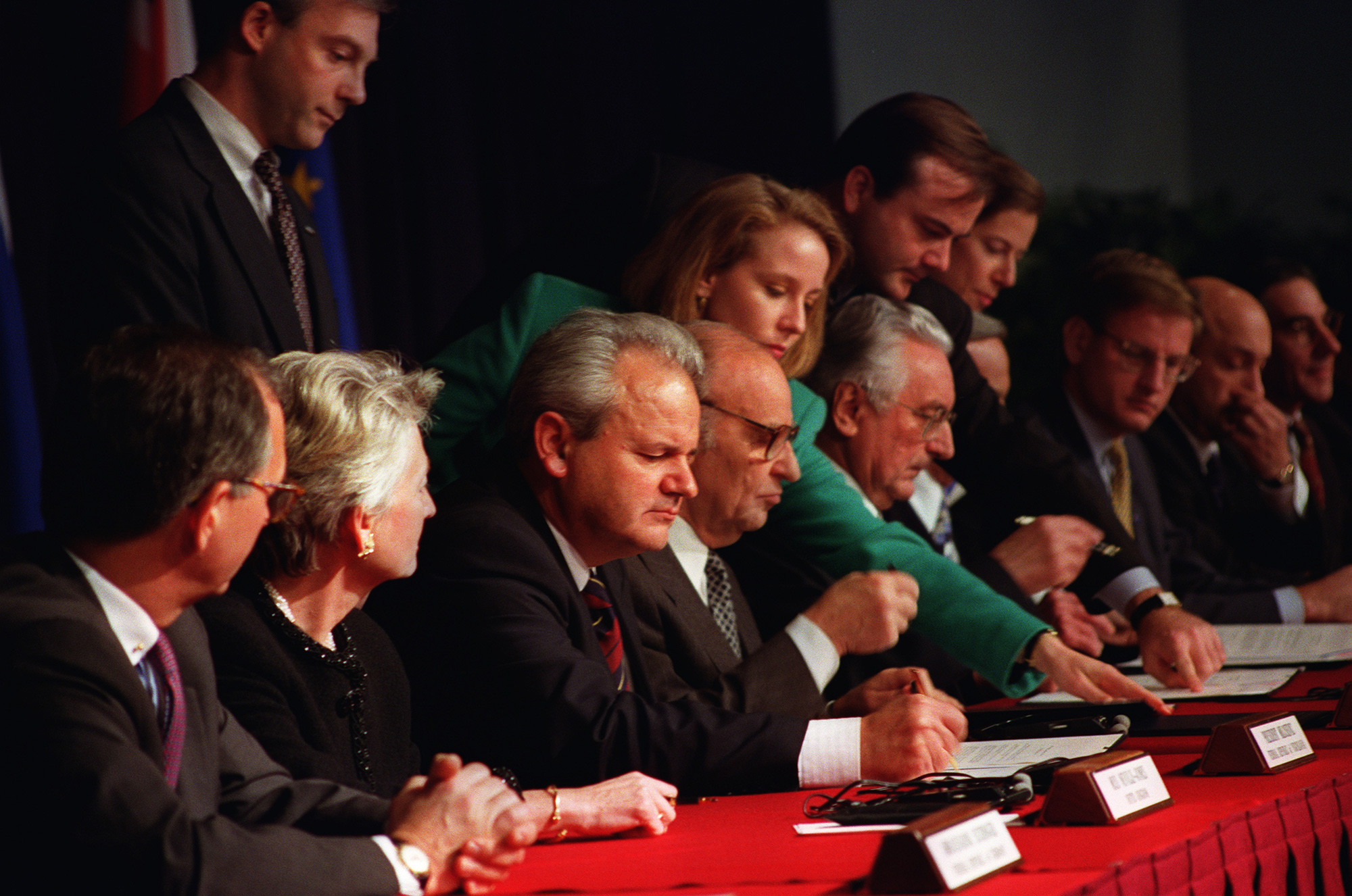
Unterzeichnung des Dayton-Abkommens (1995)

Als die sozialistische Föderation Anfang der 1990er-Jahre zerfiel, standen die USA anfangs auf dem Standpunkt, die Einheit Jugoslawiens zu bewahren. Washington betrachtete die heraufziehenden Konflikte zunächst als europäisches Problem und zögerte, sich einzumischen. Dies änderte sich jedoch, als die Jugoslawienkriege eskalierten. Während der Kriege in Kroatien und Bosnien 1991–1995 unterstützten die USA zunächst diplomatische Lösungen, griffen aber ab 1994/95 auch militärisch ein. Im Rahmen der NATO führten US-Streitkräfte 1995 Luftangriffe gegen bosnisch-serbische Stellungen durch, was zum Friedensabkommen von Dayton beitrug. Dieses in den USA vermittelte Abkommen beendete Ende 1995 den Bosnienkrieg und führte zu einem föderalen unabhängigen Bosnien. Gleichzeitig verhängten die USA – in Übereinstimmung mit den Vereinten Nationen – strenge Wirtschaftssanktionen gegen die damalige Bundesrepublik Jugoslawien (bestehend aus Serbien, Montenegro und dem Kosovo), um Druck auf die Führung in Belgrad unter Slobodan Milošević auszuüben.
Der Konflikt um die serbische Provinz Kosovo führte schließlich zum offenen Bruch: 1998/99 kam es dort zu einem bewaffneten Aufstand der Kosovo-Albaner gegen die serbische Herrschaft. Nach dem Scheitern internationaler Verhandlungen begann die NATO im März 1999 eine 78-tägige Luftoffensive gegen Jugoslawien, an der die USA federführend beteiligt waren. Der NATO-Einsatz (ohne Mandat des UN-Sicherheitsrats) zwang Serbien zum Rückzug aus Kosovo; die Provinz wurde unter UN-Verwaltung gestellt. Infolge der Bombardierung brach Serbien die diplomatischen Beziehungen zu den USA  ab. Die serbische Öffentlichkeit blieb auch Jahre danach vom NATO-Einsatz tief geprägt, und die USA galten vielen Serben fortan als Feind. Der Kosovokrieg führte auch zu Missfallen in Russland, die ein einseitiges Vorgehen der USA gegen Serbien (ihren historischen Verbündeten) beklagten.

### Beziehungen seit 2000
Im Oktober 2000 kam es zum Sturz der nationalistischen serbischen Regierung von Milosevic nach Protesten. Die Protestbewegung Otpor! war davor von US-Organisationen wie USAid und dem National Endowment for Democracy mit Beratung, Material und finanziellen Mitteln unterstützt worden. Im Jahr 2013 berichteten US-Medien, dass ein CIA-Agent namens Francis Archibald an der Organisation des Staatsstreichs vom 5. Oktober beteiligt gewesen sei. In dem Artikel hieß es, der Sturz sei „innerhalb der CIA als Blaupause für eine erfolgreiche friedliche verdeckte Operation angesehen worden“. Im November 2000 nahmen die USA und die Bundesrepublik Jugoslawien (2003 umbenannt in Serbien und Montenegro) wieder diplomatische Beziehungen auf und 2001 hoben die USA unter Präsident George W. Bush alle verbliebenen Sanktionen gegen das Land auf.
Die USA unterstützten in der Folge den Übergang Serbiens zur Demokratie und Marktwirtschaft finanziell und politisch: Zwischen 2001 und 2017 stellten die Vereinigten Staaten fast 800 Millionen US-Dollar an Hilfe bereit, um Serbiens wirtschaftliche Entwicklung, Rechtsstaatlichkeit und gute Regierungsführung zu fördern. Auch Serbiens Annäherung an die Europäische Union wird von Washington wohlwollend unterstützt. Ein Streitpunkt blieb jedoch der Status des Kosovo: Die USA erkannten 2008 die Unabhängigkeitserklärung des Kosovo an, was von Serbien scharf verurteilt wurde und zeitweise zu schweren diplomatischen Verstimmungen führte. So wurde die amerikanische Botschaft in Belgrad von einem wütenden Mob in Brand gesetzt.

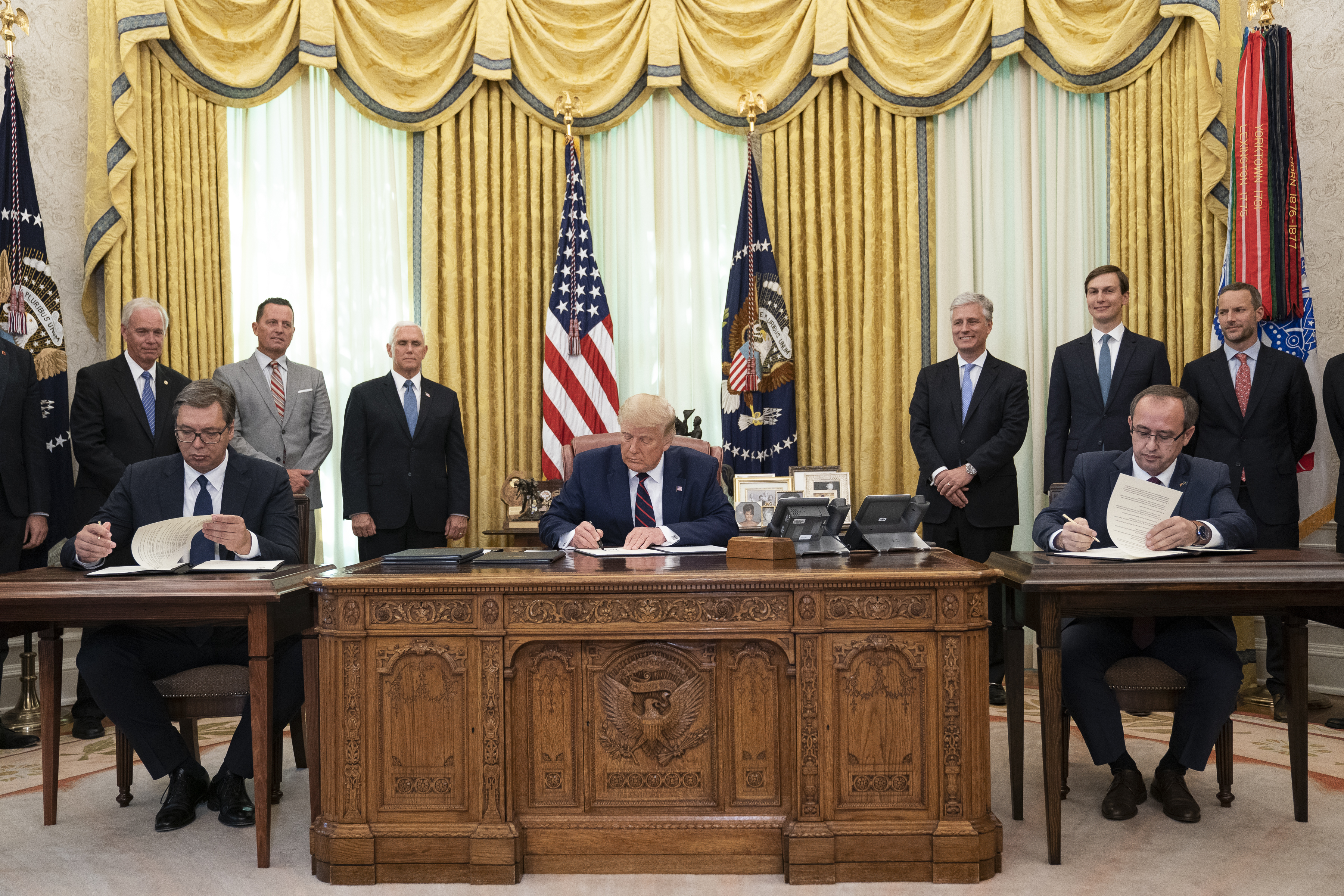
Unterzeichnung des Washingtoner Abkommens zwischen den USA, Kosovo und Serbien (2020)

Obwohl die Nähe Serbiens zu Russland unter Aleksandar Vučić ab 2014 immer wieder für Misstrauen in Washington sorgte, war dennoch eine anhaltende Verbesserung der Beziehungen zu verzeichnen. So reiste der ehemalige US-Vizepräsident Joe Biden im August 2016 nach Belgrad – der ranghöchste Besuch aus Washington seit Jahrzehnten. Im September 2020 unterzeichneten Serbiens Präsident Aleksandar Vučić, Kosovos Premier Avdullah Hoti und US-Präsident Donald Trump in Washington ein Abkommen zur wirtschaftlichen Normalisierung zwischen Serbien und Kosovo. Zu dem Deal gehörte auch, dass der US-Verbündete Israel den Kosovo anerkannte, Serbien seine Botschaft in Israel von Tel Aviv nach Jerusalem verlegte und eine engere wirtschaftliche Zusammenarbeit zwischen Serbien, dem Kosovo und den USA.

## Wirtschaftsbeziehungen
Die Wirtschaftsbeziehungen zwischen Serbien und den USA haben seit 2000 an Bedeutung gewonnen. Das bilaterale Handelsvolumen ist kontinuierlich gewachsen und betrug im Jahr 2019 rund 854 Millionen US-Dollar. Nach einem leichten Rückgang 2020 infolge globaler Krisen zog der Handel wieder an und erreichte 2022 ein Volumen von etwa 1,2 Milliarden US-Dollar. Neben dem Warenhandel spielen auch Investitionen eine Rolle. Amerikanische Unternehmen haben seit den 2000er-Jahren insgesamt über 4 Milliarden US-Dollar in Serbien investiert.US-Unternehmen engagieren sich in Serbien vor allem in den Bereichen Informationstechnologie, Automobilzulieferung, Agrar- und Nahrungsmittelindustrie sowie im Dienstleistungssektor.

## Kultur und Migration
Ende des 19. und Anfang des 20. Jahrhunderts suchten viele Serben aus verarmten Regionen in Amerika Arbeit (oft stammten sie aus damals österreichisch-ungarischen Gebieten). Nach dem Zweiten Weltkrieg kamen politische Emigranten aus Jugoslawien hinzu, und in den 1990er-Jahren schließlich flüchteten viele Menschen vor den Jugoslawienkriegen in die USA. 2020 leben Schätzungen zufolge mindestens rund 200.000 US-Bürger serbischer Abstammung in den Vereinigten Staaten. Offizielle Volkszählungen erfassen über 180.000 Personen, die sich als Serben deklarieren, wobei zusätzlich fast ebenso viele Menschen „jugoslawische“ Herkunft angeben – was darauf hindeutet, dass die tatsächliche Zahl serbischstämmiger Amerikaner deutlich höher sein könnte.
Auch in Serbien selbst ist kultureller Einfluss der USA heute sehr präsent. Bereits im sozialistischen Jugoslawien waren amerikanische Popkultur, Filme und Musik populär, und Englisch ist bis heute eine wichtige Fremdsprache. Nach 2000 intensivierten sich die akademischen und kulturellen Austauschprogramme (z. B. durch das Fulbright-Programm).

## Sicherheitsbeziehungen
Serbien ist seit 2006 Mitglied der NATO-Partnerschaft für den Frieden und nimmt an kooperativen Programmen mit der NATO und den USA teil. Obwohl das Land militärisch neutral bleiben will, pflegt es doch enge Arbeitskontakte mit dem westlichen Verteidigungsbündnis. Trotz der engen serbisch-russischen Beziehungen ist die militärische Kooperation mit den USA intensiver als öffentlich wahrgenommen. Jährlich finden etwa 100 bilaterale Aktivitäten im Verteidigungsbereich statt – darunter gemeinsame Übungen, Schulungen, Trainingslager und Austauschprogramme. Die Vereinigten Staaten gehören zudem zu den größten Unterstützern der Modernisierung der serbischen Armee und Polizei. Dafür fließen US-Mittel in Ausbildung, Ausrüstung und Infrastruktur der serbischen Sicherheitskräfte.
Die USA haben sich darum bemüht Serbien schrittweise stärker in westliche Sicherheitsstrukturen einzubinden.  Die serbische Regierung wiederum balanciert zwischen einer Annäherung an NATO/EU und der Pflege der traditionellen Partnerschaft mit Russland. Ein serbischer NATO-Beitritt stößt in der Bevölkerung allerdings auf Vorbehalte und wird von einer Mehrheit der Serben abgelehnt.